# لويس كاروييا
لويس كاروييا ‏ (21 فبراير 1904 - 3 نوفمبر 1990 في برشلونة) رجل أعمال، وكاتب، وراعي فنون من إسبانيا.

## الجوائز
- صليب القديس جرجس[4]